# Dr. W. Hupkesbrug
De Dr. W. Hupkesbrug is een vakwerkbrug over de Waal op Rkm 933,5 in de Gelderse gemeenten West Betuwe en Zaltbommel, in het baanvak Utrecht – 's-Hertogenbosch. Deze spoorbrug is vernoemd naar Willem Hupkes, voormalig directeur van de Nederlandse Spoorwegen en verzetsstrijder.
De brug is gemaakt van ijzer en staal en is geopend op 31 oktober 1869. De brug telt 10 pijlers op een lengte van 863 meter en is 15 meter breed. De drie overspanningen over het zomerbed van de rivier zijn 125 meter lang. De acht overspanningen in het winterbed staan alle aan de Waardenburgse kant en meten 61 meter. De pijlers zijn van metselwerk met een stenen bekleding. In het eerste jaar reden treinen vanuit het noorden slechts tot aan Hedel; pas na voltooiing van de Hedelse spoorbrug over de Maas was 's-Hertogenbosch rechtstreeks per trein bereikbaar vanuit Utrecht.
Stond de 19e eeuw vooral in het teken van de ontwikkeling en aanleg van spoorwegen, zo kwamen in de 20e eeuw de autowegen geleidelijk tot stand. Ten westen van de spoorbrug werd in 1933 de Bommelse Brug gebouwd, eveneens een vakwerkbrug, waar het verkeer van de Rijksweg 2 overheen reed. Deze werd in 1996 vervangen door de modernere Martinus Nijhoffbrug.

## Pieter Oosterhuis
De Amsterdamse fotopionier Pieter Oosterhuis documenteerde de aanleg van meerdere Nederlandse waterbouwkundige werken, waaronder de Hupkesbrug en ook de eerstvolgende grote spoorbrug in de richting Utrecht, de Kuilenburgse spoorbrug over de Lek bij Culemborg. De bouw van de pijlers voor de Waalbrug is vastgelegd in de zomer waarin de Kuilenburgse brug voltooid en geopend werd.

## Afbeeldingen

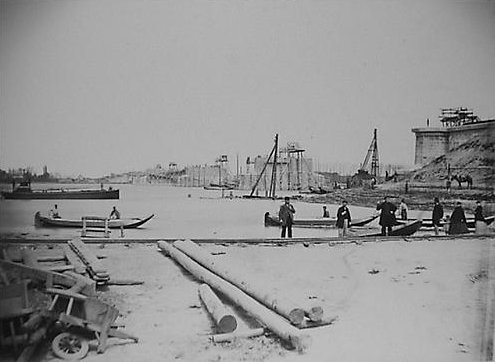
De bouw van de brugpijlers, mei 1868, gezien vanaf Zaltbommel
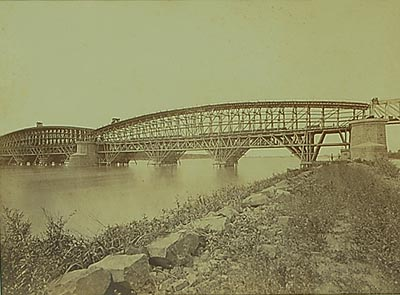
Ruim een jaar later, juni 1869: de brug is bijna voltooid, met een onderbrug ten behoeve van de werkzaamheden
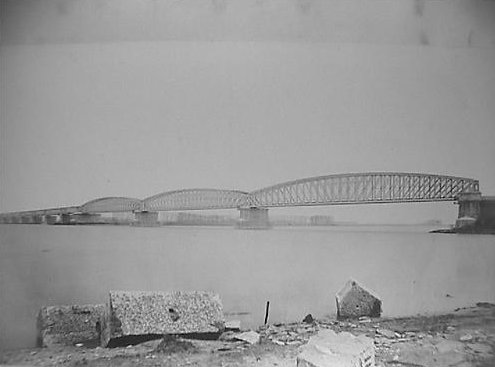
Januari 1870: de voltooide brug, enkele maanden na de opening
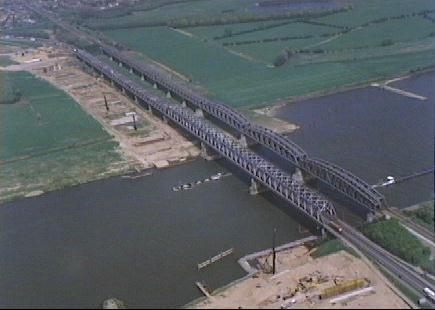
1993. Gezien vanaf Zaltbommel: Rechts de Dr. W. Hupkesbrug, daarnaast de oude Bommelse brug, links is een begin gemaakt met de bouw van de Martinus Nijhoffbrug.
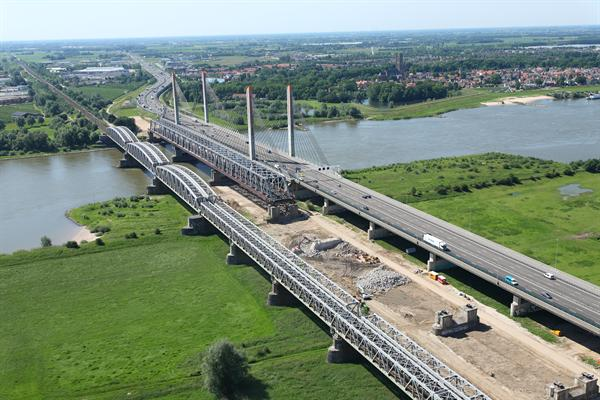
2007, gezien van de Waardenburgse kant: aan de oostzijde (links) de spoorbrug. In het midden wordt de Bommelse brug gesloopt, die vervangen is door de Martinus Nijhoffbrug aan de westzijde.